# Главный Уральский глубинный разлом
Главный Уральский глубинный разлом — геологический разлом, расположен в меридиональном направлении, протяжённостью более 2 тыс. км; является восточной границей окраинных структур Восточно-Европейской платформы и островодужных (субдуционных палеоокеанических структур) с восточной стороны Уральских гор, который разделяет две крупные геологические структуры: Уралтауский мегантиклинорий (Уралтауский антиклинорий) и Магнитогорский мегасинклинорий (Магнитогорский прогиб). К разлому (в меридиональном направлении) приурочена речная долина в верховье и среднем течении реки Сакмара.
Зона разлома — сейсмоактивна.
Река Миасс проходит по разлому